# Uvariodendron
Genre
Uvariodendron est un genre de plantes à fleurs de la famille des Annonaceae.

## Liste d'espèces
Selon Catalogue of Life (28 novembre 2017) :
- Uvariodendron angustifolium (Engl. & Diels) R. E. Fr.
- Uvariodendron anisatum Verdc.
- Uvariodendron calophyllum R. E. Fr.
- Uvariodendron connivens (Benth.) R. E. Fr.
- Uvariodendron fuscum (Benth.) R. E. Fr.
- Uvariodendron giganteum (Engl.) R. E. Fr.
- Uvariodendron gorgone Verdc.
- Uvariodendron kirkii Verdc.
- Uvariodendron magnificum Verdc.
- Uvariodendron mirabile R. E. Fr.
- Uvariodendron molundense (Diels) R. E. Fr.
- Uvariodendron occidentalis Le Thomas
- Uvariodendron oligocarpum Verdc.
- Uvariodendron pycnophyllum (Diels) R. E. Fr.
- Uvariodendron usambarense R. E. Fr.

Selon NCBI (28 novembre 2017) :
- Uvariodendron connivens
- Uvariodendron kirkii
- Uvariodendron molundense

Selon The Plant List (28 novembre 2017) :
- Uvariodendron angustifolium (Engl. & Diels) R.E.Fr.
- Uvariodendron anisatum Verdc.
- Uvariodendron calophyllum R.E. Fr.
- Uvariodendron connivens (Benth.) R.E. Fr.
- Uvariodendron fuscum R.E. Fr.
- Uvariodendron giganteum (Engl.) R.E. Fr.
- Uvariodendron kirkii Verdc.
- Uvariodendron magnificum Verdc.
- Uvariodendron mirabile R.E. Fr.
- Uvariodendron molundense (Diels) R.E.Fr.
- Uvariodendron occidentalis Le Thomas
- Uvariodendron oligocarpum Verdc.
- Uvariodendron pycnophyllum (Diels) R.E. Fr.
- Uvariodendron usambarense R.E. Fr.

Selon Tropicos (28 novembre 2017) (Attention liste brute contenant possiblement des synonymes) :
- Uvariodendron angustifolium (Benth.) R.E. Fr.
- Uvariodendron anisatum Verdc.
- Uvariodendron calophyllum R.E. Fr.
- Uvariodendron connivens (Benth.) R.E. Fr.
- Uvariodendron fuscum R.E. Fr.
- Uvariodendron giganteum (Engl.) R.E. Fr.
- Uvariodendron gorgonis Verdc.
- Uvariodendron gossweileri (Exell) Exell & Mendonça
- Uvariodendron kirkii Verdc.
- Uvariodendron letestui (Pellegr.) R.E. Fr.
- Uvariodendron magnificum Verdc.
- Uvariodendron mayumbense (Exell) R.E. Fr.
- Uvariodendron mirabile R.E. Fr.
- Uvariodendron molundense (Diels) R.E. Fr.
- Uvariodendron occidentalis Le Thomas
- Uvariodendron oligocarpum Verdc.
- Uvariodendron pycnophyllum (Diels) R.E. Fr.
- Uvariodendron usambarense R.E. Fr.